# Nabil Koalasse
Nabil Koalasse (ur. 19 października 1986) – marokański piłkarz, grający jako napastnik w nieznanym klubie.

## Klub

### Początki
Zaczynał karierę w Olympic Safi.

### Difaâ El Jadida
1 lipca 2011 roku dołączył do Difaâ El Jadida. W tym klubie debiut zaliczył 23 sierpnia 2011 roku w meczu przeciwko Olympic Safi (2:1 dla El Jadidy). Zagrał całe spotkanie. Pierwszego gola strzelił 13 kwietnia 2012 roku w meczu przeciwko Maghreb Fez (2:0). Do bramki trafił w 85. minucie. Łącznie zagrał 6 meczów i strzelił jedną bramkę.

### Raja Beni Mellal
17 stycznia 2013 roku dołączył do Raja Beni Mellal. W tym klubie debiut zaliczył 17 lutego 2013 roku w meczu przeciwko Olympic Safi (1:1). Zagrał cały mecz. Pierwszego gola strzelił 20 kwietnia 2013 roku w meczu przeciwko Renaissance Berkane (1:3 dla rywali Beni Mellal). Do siatki trafił w 59. minucie. Łącznie zagrał 12 meczów i strzelił jedną bramkę.

### AS Salé
1 sierpnia 2013 roku został zawodnikiem AS Salé. W tym klubie zadebiutował 24 sierpnia 2013 roku w meczu przeciwko Hassanii Agadir (2:2). W debiucie asystował – przy golu Mohameda Taousse w 45. minucie. Pierwszą bramkę zdobył 10 listopada 2013 roku w meczu przeciwko Raja Casablanca (2:1 dla Raja). Do siatki trafił w 45. minucie. Łącznie zagrał 14 meczów, strzelił 3 gole i miał jedną asystę.

### Dalsza kariera
16 stycznia 2016 roku dołączył do klubu, którego nie ma w bazie Transfermarkt.